# Kohtla-Järve
Kohtla-Järve (rus. Кохтла-Ярве) je grad i općina u sjeveroistočnoj Estoniji, osnovan je 1924. godine, a registriran kao grad 1946. Grad je industrijaliziran, te je veliki proizvođač različitih naftnih proizvoda. Zbog loših odnosa između lokalnih Rusa i Estonaca grad je već godinama u ozbiljnoj gospodarskoj krizi. Kohtla-Järve je četvrti najveći grad u Estoniji.
Kohtla-Jarve danas ima oko 45.000 stanovnika. Grad je etnički veoma raznolik, a samo 21% stanovništva su Estonci. Mnogi etnički Estonci u gradu su usvojili ruski kao svoj jezik, iako se to promijenilo u kasnim 1990-ih kada se opet vraća estonski jezik koji se koristi u svakodnevnom životu. 
Kohtla-Järve ima jedinstven izgled. Gradske četvrti su raspršene diljem sjevernog dijela okruga Ida-Virumaa. Udaljenost između Järve i Sirgala je oko 30 km. Grad je podijeljen u 6 upravnih okruga (est. linnaosad): Ahtme (oko 20.000 stanovnika), Järve (21.000), Kukruse (600), Oru (1.500), Sompa (2.000), Viivikonna (i Sirgala) (700)

## Vanjske poveznice
- Službene stranice (na estonskom i ruskom)

|  | Zajednički poslužitelj ima još gradiva o temi Kohtla-Järve |